# Pierre II d'Alexandrie
Pierre II d'Alexandrie est un patriarche d'Alexandrie qui succède à Athanase en 373 et meurt avant le concile de Constantinople de 381.
Exilé quelques années à Rome où il enseigne auprès des aristocrates romaines contribuant ainsi à développer le monachisme romain, il est connu pour être mentionné dans l'édit de Thessalonique aux côtés de l'évêque de Rome Damase comme modèle de l'orthodoxie nicéenne qu'entend promouvoir l'empereur Théodose Ier. 

## Éléments biographiques
Les éléments biographiques concernant cette personnalité tiennent en peu de choses. Prêtre alexandrin dont Jérôme de Stridon atteste qu'il est le propre frère du patriarche d'Alexandie Athanase, Pierre apparaît à l'histoire en 373, lorsque ce dernier le désigne sur son lit de mort pour lui succéder. Mais aussitôt investi, il est emprisonné par l'empereur Valens qui, peut-être conseillé par l'évêque Démophile de Constantinople, entend favoriser le christianisme homéen. 

### Exil à Rome
Le préfet d'Égypte Aelius Palladius et le comte des largesses sacrées Vindaonius Magnus lui substituent le prêtre Lucius — consacré évêque d'Alexandrie par le parti homéen depuis 362 — sur le trône épiscopal et chassent les nicéens des Églises, condamnant une vingtaine de presbytres et diacres qu'ils accusent d'être « des ennemis abominables de la loi des Romains » à l'exil ou aux mines. Pierre s'enfuit à Rome où il demeure jusqu'en 378 justifiant dans une lettre encyclique l’abandon de son Église par le pouvoir militaire qui est déployé contre lui.  
Arrivé à Rome accompagné de moines, il y enseigne bientôt auprès des aristocrates romaines la « discipline des vierges et des veuves » et ce qui explique l'apparentement du monachisme romain à l'ascétisme égyptien. Son influence s'exerce notamment sur Marcelle de Rome et d'autres « dames du cercle de l’Aventin » qui pratiquent l'ascèse et la continence dans leurs palais, à l'imitation des pratiques orientales inspirées par la lecture de la Vie d'Antoine auxquelles elles ont pu être sensibilisées par Pierre.

### Retour à Alexandrie
Pierre quitte Rome après un synode tenu à Rome vers la fin de 377, au cours duquel l'orthodoxie nicéenne est réaffirmée, estimant alors le moment venu de réclamer son siège, d'autant qu'il est possible que le parti nicéen ait bénéficié d'une amnistie de Valens, bien que ce point soit débattu. Quoi qu'il en soit, Pierre regagne Alexandrie aux alentours du mois de juin 378 et, à son retour, le peuple alexandrin chasse Lucius qui se réfugie à Constantinople, demandant l’aide de l’empereur. Pierre cherche ensuite à asseoir sa base populaire et accueille les ariens en son Église, ce qui lui vaut l'accusation — d'après Jérôme — d'avoir été acheté par ces derniers.  
En février 380, Pierre est cité en exemple par Théodose Ier dans l'édit de Thessalonique qui promeut la foi de Nicée réputée transmise aux romains par l’apôtre Pierre lui-même et pratiquée par les patriarcats apostoliques dirigés par les évêques de Rome Damase et d'Alexandrie Pierre, symbolisant l’unité de l’Orient et Occident dans une même foi : « Nous voulons que tous les peuples gouvernés par la juste mesure de Notre Clémence vivent dans la religion que le divin apôtre Pierre — comme le proclame cette même religion, introduite par lui et continuée jusqu'à nos jours — a transmise aux Romains et que suivent, de toute évidence, le pontife Damase et Pierre, l'évêque d'Alexandrie, homme d'une sainteté apostolique ». Cette déclaration atteste l'autorité doctrinale dont jouit alors le détenteur du siège d'Alexandrie.   
Néanmoins, la même année, Pierre, peut-être lui-même motivé par un vieil antagonisme qui l'oppose à Mélèce d'Antioche, soutient avec d'autres évêques égyptiens — tendant à considérer l'épiscopat de Constantinople, alors encore dominé par le courant antinicéen, comme un satellite d'Alexandrie — la nomination d'un de ses compatriotes, un philosophe cynique nommé Maxime, disciple d'Athanase, comme évêque de la faction anti-arienne de la nouvelle capitale contre le cappadocien Grégoire de Nazianze. La décision de l'empereur Théodose en faveur de ce dernier affaiblit la position d'arbitre que Pierre entendait jouer pour les Églises d'Orient et celui-ci meurt avant le Concile qui se tient à Constantinople en 381. Son frère Timothée lui succède à la tête de l'épiscopat Alexandrin.     

## Écrits
On a conservé de Pierre une lettre remarquablement détaillée relatant les évènements qui concernent l'imposition de Lucius à la tête de l'épiscopat alexandrin par Aelius et Magnus, lettre conservée par Théodoret de Cyr dans son Histoire ecclésiastique.